# Paulina Rubio
Pour les articles homonymes, voir Rubio.
Paulina Rubio, de son vrai nom Paulina Susana Rubio Dosamantes, est une chanteuse et actrice mexicaine née le 17 juin 1971 à Mexico. Sa musique est populaire en Amérique latine, en Espagne, en Italie et aux États-Unis. Tout au long de sa carrière musicale, elle a été nommée pour 129 prix, parmi lesquels sept Prix Billboard de musique latine et 3 MTV Awards. Elle a en parallèle joué dans des telenovelas qui l'ont rendue populaire comme: Pasión y Poder en 1988, Baila Conmigo en 1992 et Pobre Niña Rica, en 1994.

## Biographie
Ses parents sont Enrique Rubio et Susana Dosamantes, une actrice mexicaine, elle fut donc bercée depuis sa naissance dans le monde du spectacle. Elle fit partie, dès l'âge de 7 ans, d'un groupe d'enfants nommé Timbiriche, avec lequel elle sortit onze albums en dix ans, dont l'un fut l'une des plus grosses ventes de musique latine de tous les temps. Elle déclarera plus tard que Madonna l'a inspirée, en autres, par sa longévité. 
Paulina Rubio lance sa carrière solo en 1992, avec l'album La Chica Dorada, qui lui donne un surnom (« la fille en or »). En 1993, elle publie son deuxième album intitulé 24 kilates, puis le troisième nommé El Tiempo es oro en 1995. La même année, elle joue dans Besame en la boca, film mexicain produit par la comédienne Argentine Christian Bach et l'acteur Mexicain Humberto Zurita.
En 1996, elle sort Planeta Paulina, son quatrième album et dernière collaboration avec EMI Music. Elle prend une pause de trois ans et signe un nouveau contrat avec Universal Music pour revenir en 2000 avec Paulina, l'un des albums le plus vendus en Amérique latine et en Espagne.
En 2002, Paulina publie Border Girl et son crossover Don't say goodbye. Cette année-là, elle se présente au festival de la chanson de Sanremo, au Festivalbar de Vérone, The Late Late Show de Craig Kilborn, The Tonight Show de Jay Leno, l'émission anglaise CD:UK, Top of the Pops Italie et The ALMA Awards.
Après un succès international, Paulina revient en 2004 avec Pau-Latina, un album destiné principalement au marché latino-américain. L'automne 2004, elle devient la première femme à présenter les MTV Music Awards Latin America.
En septembre 2006 Paulina lance Ananda qui atteint la vingt-cinquième place des ventes d'albums Billboard 200. En décembre 2006, elle devient la première chanteuse hispanophone à se produire au concert du prix Nobel de la Paix à Oslo. Son titre Ni una sola palabra a été très populaire en Russie, en Finlande et en Norvège. En 2007, elle est récompensée avec 2 Latin Billboard Awards et se présente dans l'émission The Tonight Show et CD:USA.
Paulina Rubio a vendu plus de 25 millions d'albums à travers le monde. Elle a collaboré dans plusieurs duos avec Ronan Keating, Taio Cruz, Wyclef Jean, Cobra Starship, Rocio Jurado, Celia Cruz et Miguel Bosé. Elle a souvent occupée les premières places au Billboard Latin Albums Chart. Le succès de ses albums et sa musique lui a valu le surnom Queen of Latin Pop.
Elle est une des chanteuses ayant placé le plus des chansons au numéro 1 du Chart Hot Latin Songs Billboard
Avec Gran City Pop, son album de 2009, Paulina atteint la première place dans les classements de ventes de plusieurs pays d'Amérique latine  et gagne un MTV Music Award Latin America. Son dernier album intitulé Brava! sort en novembre 2011 et le premier single Me gustas tanto gagne la deuxième place au Chart Latin Songs de Billboard. Entre 2010 et 2012, Paulina s'est présentée au festival Vive Latino à Valladolid, le concert du Super Bowl NFL en Floride et le Festival de Jazz de la Nouvelle Orléans.
En 2012, Paulina a participé comme juge dans la version mexicaine The Voice et l'émission hispano-américaine The Voice Kids. En 2013, elle a aussi participé comme juge de X-Factor USA et a été invitée dans plusieurs plateaux de télévision comme The Ellen DeGeneres Show, The ConanO'Brien Show, Fashion Police, Arsenio Hall Show, The View et autres. 
En mars 2012, le magazine Forbes la classe parmi les 50 femmes les plus puissantes du Mexique, en 27e position.  Elle est aussi classée comme la chanteuse la plus influente du Mexique par le même magazine.
En février de 2015, Paulina lance son single Mi nuevo vicio sur les plateformes digitales de musique et une clip vidéo sur YouTube. Les titres ''Si te vas'' et ''Me quema'' suivent en novembre 2015 et en janvier 2016.
En mars 2020, Elle participe au titre du chanteur d'electrocumbia mexicain Raymix Tú y Yo.
Côté vie privée, elle a été fiancée avec Ricardo Bofill Jr, le fils de l'architecte Ricardo Bofill, lui-même architecte, qui a construit pour elle une maison à Miami.En 2007 elle s'est mariée avec l'Espagnol Nicolás Vallejo-Nágera mais elle a divorcé en 2011. Elle est mère de deux petits garçons.

### Albums studio
| Année | Album            | Classements des ventes | Classements des ventes | Classements des ventes | Classements des ventes | Classements des ventes | Certifications                                                           |
| Année | Album            | CAN                    | ESP                    | USA                    | USA Latin              | MEX                    | Certifications                                                           |
| ----- | ---------------- | ---------------------- | ---------------------- | ---------------------- | ---------------------- | ---------------------- | ------------------------------------------------------------------------ |
| 1992  | La Chica Dorada  | –                      | –                      | –                      | 42                     | 1                      | Mexique : Platine                                                        |
| 1993  | 24 Kilates       | –                      | –                      | –                      | –                      | 3                      | Mexique : Or                                                             |
| 1995  | El tiempo es oro | –                      | –                      | –                      | –                      | 3                      | Mexique : Or                                                             |
| 1996  | Planeta Paulina  | –                      | –                      | –                      | –                      | 5                      | Mexique : Or                                                             |
| 2000  | Paulina          | –                      | 1                      | 156                    | 1                      | 1                      | Espagne : 2 × Platine · États-Unis : 8 × Platine · Mexique : 6 × Platine |
| 2002  | Border Girl      | 9                      | 1                      | 11                     | 1                      | 1                      | Espagne : Platine · États-Unis : Or · Mexique : Platine                  |
| 2004  | Pau-latina       | 64                     | 11                     | 105                    | 1                      | 1                      | Espagne : Platine · États-Unis : 2 × Platine · Mexique : Platine         |
| 2006  | Ananda           | –                      | 2                      | 25                     | 1                      | 1                      | Espagne : Platine · États-Unis : 2 × Platine · Mexique : Or              |
| 2009  | Gran City Pop    | –                      | 3                      | 44                     | 2                      | 3                      | Mexique : Or · États-Unis : 2 × Platine                                  |
| 2011  | ¡Brava!          | –                      | 26                     | 197                    | 2                      | 3                      | Monde : 100 000                                                          |

## Tours
- 1993: La Chica Dorada Tour
- 1994: 24-K Tour
- 1997: Planeta Paulina Tour
- 2000-2001: Paulina World Tour
- 2002: Border Girl World Tour
- 2004-2005: Pau-Latina World Tour
- 2007: Amor, Luz y Sonido Tour
- 2009: Gran City Pop Tour
- 2012: Brava! World Tour
- 2019: Deseo Tour

## Filmographie
- El Día del Compadre (1983)
- Noche de Terrock y Brujas (1987)
- Bésame En La Boca (1995)
- Nietzsche (2003)
- Pledge This! (2006)